# Chanca (Lugo)
Chanca (llamada oficialmente San Mamede da Chanca) es una parroquia y una aldea española del municipio de Sarria, en la provincia de Lugo, Galicia.

## Otras denominaciones
La parroquia también es conocida por el nombre de San Mamede de Chanca.

## Organización territorial
La parroquia está formada por diez entidades de población, constando ocho de ellas en el nomenclátor del Instituto Nacional de Estadística español:
- Airexe
- Alvaredo (Albaredo)
- A Valiña
- Chanca (A Chanca)
- Lugar de Abaixo
- Lugar de Arriba
- Quintela
- Refoxo
- Tribui
- Vilar de María

## Demografía

### Parroquia
| Gráfica de evolución demográfica de Chanca (parroquia) entre 2000 y 2021 |
|                                                                          |
| Datos según el nomenclátor publicado por el INE.                         |

### Aldea
| Gráfica de evolución demográfica de Chanca (aldea) entre 2000 y 2021 |
|                                                                      |
| Datos según el nomenclátor publicado por el INE.                     |